# Lacey Chabert
Pour les articles homonymes, voir Chabert.
 (septembre 2021).
Si vous disposez d'ouvrages ou d'articles de référence ou si vous connaissez des sites web de qualité traitant du thème abordé ici, merci de compléter l'article en donnant les références utiles à sa vérifiabilité et en les liant à la section « Notes et références ».
Lacey Nicole Chabert est une actrice américaine née le 30 septembre 1982 à Purvis, Mississippi (États-Unis).

## Biographie

### Jeunesse
Lacey Nicole Chabert naît le 30 septembre 1982 à Purvis, dans le Mississippi, aux États-Unis. Elle est la fille de Tony Chabert, un Acadien francophone de Louisiane, et de Julie Chabert (née Johnson). Elle a un frère cadet Tony Joseph (T.J.), et deux sœurs ainées Wendy et Crissy.
Elle débute dès son plus jeune âge dans l'art dramatique et la musique autour de sa ville natale dans le Mississippi. Elle est finaliste dans l'émission Star Search en 1991.

### Carrière
Elle passe l'audition avec succès pour la production de Broadway Les Misérables où elle joue Cosette jeune pendant deux ans.
Sa carrière d'actrice étant prometteuse, elle déménage avec sa famille en Californie.
Elle apparaît ensuite dans le téléfilm Gypsy en 1993, puis dans plusieurs séries télévisées, notamment dans La Vie à cinq (1994) où elle interprète Claudia Salinger.  Elle fait ses débuts au grand écran dans Perdus dans l'espace en 1998. Le charme de sa voix la conduit à faire de nombreuses publicités télévisées et à participer à des films d'animation ou des émissions de télévision comme La Famille Delajungle en 1998 sur Nickelodeon. Elle est aussi la voix de Meg Griffin dans la 1re saison de la série culte Les Griffin.
En 2003, elle tient le rôle de Jenny dans le film École paternelle puis, celui de Gretchen Wieners en 2004 dans le film Lolita malgré moi (Mean Girls). En 2006, elle est au casting du film d'horreur Black Christmas aux côtés de Mary Elizabeth Winstead. En 2010, elle obtient le premier rôle dans le téléfilm La Fille de l'ascenseur (Elevator girl) diffusé en France en 2017 par Canal+.
En 2007, elle joue dans plusieurs films, dont A New Wave, High Hopes, AKA:Nice Guys , Be My Baby, Sherman's Way (en), In My Sleep, What If God Were The Sun, Being Michael Madsen (en).
À partir de 2015, elle devient une star récurrente de la chaîne Hallmark Channel à la suite de son rôle principal dans le téléfilm à succès mondial Une mélodie de Noël de et avec Mariah Carey,
ainsi que Kathy Najimy, téléfilm, qui a été vu par plus de 4 millions de personnes aux États-Unis et diffusé en France, le 18 décembre 2016 sur TF1. Dès lors, sa carrière s'oriente principalement vers les "téléfilms de Noël" comme Une famille pour Noël, Un délicieux Noël, Le gala de Noël ou Un Noël magique à Rome. 
En 2017, elle prête sa voix au film d'animation de Noël Mariah Carey présente : Mon plus beau cadeau de Noël, qui comprend aussi Mariah Carey.

### Vie privée
Le 22 décembre 2013, elle épouse son petit ami de longue date, David Nehdar, à Los Angeles. Le 1er septembre 2016, elle donne naissance à leur fille, Julia Mimi Bella Nehdar.
Elle vit en Californie du Sud et est une très bonne amie de l'actrice américaine Ashley Jones.
Elle est aussi violoniste.

## Filmographie

### Télévision

#### Téléfilms
- 1991 : A Little Piece of Heaven : Princess alias "Hazal"
- 1993 : Gypsy : Baby June
- 1997 : Les Soupçons du cœur (When Secrets Kill) de Colin Bucksey : Jenny Newhall
- 2001 : The Wild Thornberrys: The Origin of Donnie de Dean Criswell, Carol Millican, Ron Noble et Joseph Scott : Eliza Thornberry (voix)
- 2003 : École paternelle  : Jenny
- 2004 : Pour que la vie continue... (The Brooke Ellison Story) de Christopher Reeve : Brooke Ellison
- 2006 : Bonjour sœur, au revoir la vie de Steven Robman : Olivia Martin
- 2006 : Bratz : Génie et Magie : Kaycee (voix)
- 2006 : Bratz: Passion 4 Fashion Diamondz : Kaycee (voix)
- 2006 : She Said/He Said
- 2007 : Des fleurs en hiver (What If God Were the Sun?) : Jamie Spagnoletti
- 2009 : The Lost de Bryan Goeres : Jane
- 2010 : La Fille de l'ascenseur (Elevator Girl) : Liberty Taylor
- 2011 : Mike DA Mustang : Angel
- 2012 : L'Impensable Vérité (Imaginary Friend) : Emma
- 2012 : Mon Père Noël bien-aimé (Matchmaker Santa) : Mélanie Hogan
- 2013 : Scarecrow de Sheldon Wilson : Kristen
- 2013 : Détresse en plein ciel (Non-Stop) de Jaume Collet-Serra : Amy Nightingale
- 2013 : Bratz Go to Paris: The Movie : Kaycee (voix)
- 2014 : Living the Dream: Jenna Harris
- 2014 : Un Noël de Princesse (A Royal Christmas) : Emily Taylor
- 2014 : Mon Beau Sapin (The Christmas Tree Saved Christmas) : Molly Logan
- 2014 : Les Lumières de Noël (The Color of Rain) : Gina Kell
- 2015 : Une maison pour deux (All of My Heart) : Jenny Fintley
- 2015 : Une famille pour Noël (Family for Christmas) : Hanna Dunbar
- 2015 : Une mélodie de Noël (A Christmas Melody) de Mariah Carey : Kristin Parson
- 2016 : Un Petit Souhait Pour Noël (A Wish For Christmas) : Sara Thomas
- 2017 : Amoureux malgré eux (Moonlight in Vermont) : Fiona Grangely
- 2017 : Un délicieux Noël (The Sweetest Christmas) : Kylie Watson
- 2017 :  L'aventure à deux (All of My Heart: Inn Love) : Jenny Fintley
- 2018 : Mon amoureux secret (My Secret Valentine) : Chloé Grange
- 2018 : Coup de cœur sauvage (Love on Safari) : Kira Slater
- 2018 : L’aventure à deux : le mariage (All of My Heart : The Wedding) : Jenny Fintley
- 2018 : Le gala de Noël (Pride, Prejudice and Mistletoe) : Darcy Fitzwiliam
- 2019 : Love, Romance & Chocolate : Emma Colvin
- 2019 : Mystères croisés : Signature mortelle (Crossword Mysteries : A Puzzle to Die For) : Tess Harper
- 2019 : Mystères croisés : Voulez-vous m’épouser ? (Crossword Mysteries : Proposing Murder) : Tess Harper
- 2019 : Un Noël magique à Rome (Christmas in Rome) d'Ernie Barbarash : Angela de Luca
- 2020 : Un hiver romantique (Winter in Vail) : Chelsea
- 2020 : La valse de Noël (Christmas Waltz) de Michael Damian : Avery
- 2020 : Time for Us to Come Home for Christmas : Sarah Thomas
- 2020 : Mystères croisés : Le Manoir de tous les secrets (Crossword Mysteries : Abracadaver) : Tess Harper
- 2021 : Mystères croisés : Chute mortelle (Crossword Mysteries : Terminal Descent) : Tess Harper
- 2021 : Mystères croisés : Devinette mortelle (Crossword Mysteries : Riddle Me Dead): Tess Harper
- 2021 : Retour vers l’amour (Sweet Carolina) : Josie Wilder
- 2021 : Noël au château enchanté : Brooke Bennett
- 2022 : The Wedding Veil : Avery
- 2022 : The Wedding Veil Unveiled : Avery
- 2022 : The Wedding Veil Legacy : Avery
- 2022 : Coup de foudre au lagon bleu (Groundswell) : Emma
- 2022 : Noël à tout prix : La guerre des sapins (Haul out the Holly) : Emily
- 2023 : The Wedding Veil Expectations : Avery
- 2023 : The Wedding Veil Inspiration : Avery
- 2023 : The Wedding Veil Journey : Avery
- 2023 : The Dancing Detective : A Deadly Tango : Constance Bailey
- 2023 : Mon conte de fées de Noël (A Merry Scottish Christmas) : Dr. Lindsay Morgan
- 2023 : Noël à tout prix : la guerre des sapins (Haul Out the Holly: Lit Up) : Emily
- 2024 : His & Hers : Dana
- 2024 : Mon bel homme des neige (Hot Frosty) : Kathy Barrett
- 2024 : The Christmas Quest : Stefanie Baxter
- 2025 : An Unexpected Valentine : Hannah

#### Séries télévisées
- 1993 : Best Busy People Video Ever!
- 1993 : Best Learning Songs Video Ever!
- 1992 - 1993 : La Force du destin : Bianca Montgomery (2 épisodes)
- 1994 - 2000 : La Vie à cinq : Claudia Salinger (142 épisodes)
- 1996 : ABC Afterschool Specials : Carly Gallagher (saison 24, épisode 4)
- 2002 : La Vie avant tout : Mary (saison 3, épisode 4)
- 2002 : Le Drew Carey Show : Grace (saison 8, épisode 10)
- 2006 : Ghost Whisperer : Donna Ellis (saison 2, épisode 2)
- 2009 : Glenn Martin DDS : fille Amish (1 épisode)
- 2013-2014 : Baby Daddy : Dr. Amy Shaw (saisons 2 et 3 - 6 épisodes)
- 2016 : Teachers : Ginny (saison 1, épisode 5)

#### Séries télévisées d'animation
- 1994 : Best Silly Stories and Songs Video Ever!
- 1994 : Best Sing-Along Mother Goose Video Ever!
- 1996 : Gargoyles: The Goliath Chronicles : Kim / Bobbi Porter
- 1996 : Drôles de monstres : fille / enfant / Tiffany
- 1997 : Adventures from the Book of Virtues : jeune fille (saison 1, épisode 9)
- 1997 - 1998 : Hé Arnold ! : Ruth P. McDougal (2 épisodes)
- 1998 : Stories from My Childhood : Jenny (saison 1, épisode 8)
- 1998 : Hercule : Callista (saison 2, épisode 11)
- 1998 - 2004 : La Famille Delajungle : Eliza Thornberry (88 épisodes)
- 1999 - 2000 et 2012 : Les Griffin : Meg Griffin / Jan Brady (13 épisodes)
- 2002 : Cool Attitude : voix additionnelles (saison 1, épisode 21)
- 2005 : Mega Robot Super Singes Hyperforce Go ! : Surthanna (saison 3, épisode 6)
- 2005 - 2006 : Bratz : Kaycee
- 2005 : American Dragon: Jake Long : Jasmine (saison 1, épisode 02 : Haleine de dragon)
- 2007 : Me, Eloise
- 2008 : Untitled Liz Meriwether Project (1 épisode)
- 2008 - 2009 : Spectacular Spider-Man : Gwen Stacy (25 épisodes)
- 2011 : Allen Gregory : Beth (6 épisodes)
- 2011 - 2012 : Generator Rex : Jojo / voix additionnelles (2 épisodes)
- 2011 - 2022 : La Ligue des Justiciers : Nouvelle Génération (Young Justice) : Zatanna Zatara, Isis, petite fille (26 épisodes)
- 2011-2016 : Transformers: Rescue Bots : Dani Burns / Female Robotic (104 épisodes)
- 2012 : Avengers : L'Équipe des super-héros : Daisy Johnson / Quake (voix, saison 2 - 2 épisodes)
- 2012 : Docteur La Peluche : Arcade Escapade/Starry, Starry Night) (saison 1 - 1 épisode)
- 2013 : Robot Chicken : Carly Shay / Mère Bird (saison 6 - 1 épisode)
- depuis 2015 : Shimmer et Shine : Zeta the Sorceress (34 épisodes)
- 2016-2018 : La Ligue des justiciers : Action : Zatanna Zatara (voix, 5 épisodes)
- 2016 et 2019 : La Garde du Roi lion : Vitani (2 épisodes)
- 2016-2018 : Voltron, le défenseur légendaire : Nyma / Romelle / Te-osh (4 épisodes)
- depuis 2019 : Kung Fu Panda : Les Pattes du destin (Kung Fu Panda: The Paws of Destiny) : Xiao (10 épisodes)
- 2021-2023 : Harriet l’espionne : Marion Hawthorne (17 épisodes)
- 2023 : Harley Quinn (série télévisée d’animation) : Supergirl (1 épisode)
- 2024 : Batman, le justicier masqué : Yvonne Frances (1 épisode)

### Cinéma

#### Courts métrages
- 1997 : Redux Riding Hood : Little Red (voix)
- 2011 : Destruction Party : Ava
- 2018 : Do you : Jane

#### Longs métrages
- 1993 : Richard Scarry's Best Busy People Video Ever! (vidéo) : (voix)
- 1993 : Richard Scarry's Best Learning Songs Video Ever! (vidéo) : (voix)
- 1994 : L'Irrésistible North (North) de Rob Reiner : Sonja (voix)
- 1997 : Toyland, le pays des jouets : Jill (Voix sous le nom d'Esmeralda Belle Jané)
- 1997 : Journey Beneath the Sea (vidéo) : Merla (voix)
- 1997 : Anastasia de Don Bluth et Gary Goldman : jeune Anastasia (chanson)
- 1998 : Perdus dans l'espace (Lost in Space) de Stephen Hopkins : Penny Robinson
- 1998 : Le Roi lion 2 (The Lion King II: Simba's Pride) (vidéo) de Rob LaDuca et Darrell Rooney : Vitani jeune (voix)
- 1998 : Fievel et le Trésor perdu (An American Tail: The Treasure of Manhattan Island) (vidéo) de Larry Latham (en) : Tanya Mousekewitz (voix)
- 1999 : We Wish You a Merry Christmas (vidéo) : Cindy (voix)
- 1999 : Fievel et le Mystère du monstre de la nuit (An American Tail: The Mystery of the Night Monster) (Vidéo) : Tanya Mousekewitz (voix)
- 2001 : Tart de Christina Wayne : Eloise Logan
- 2001 : Sex Academy (Not Another Teen Movie) de Joel Gallen : Amanda Becker
- 2002 : Hometown Legend : Rachel Sawyer
- 2002 : Balto 2 : La Quête du loup (Vidéo) : Aleu (voix)
- 2002 : Hé Arnold !, le film (Hey Arnold! The Movie) de Tuck Tucker : Mousseline (voix)
- 2002 : The Scoundrel's Wife : Florida Picou
- 2002 : La Famille Delajungle, le film (The Wild Thornberrys Movie) : Eliza Thornberry (voix)
- 2003 : École paternelle (Daddy Day Care) de Steve Carr : Jenny
- 2003 : Les Razmoket rencontrent les Delajungle (Rugrats Go Wild!) de Norton Virgien et Igor Kovaljov : Eliza Thornberry (voix)
- 2004 : Lolita malgré moi (Mean Girls) de Mark Waters : Gretchen Wieners
- 2004 : Shadow of Fear : Allison Henderson
- 2005 : A New Wave : Julie
- 2005 : The Pleasure Drivers : Faruza
- 2005 : Nice Guys : Cindy
- 2005 : Dirty Deeds : Meg Cummings
- 2006 : Fatwa : Noa Goldman
- 2006 : Choose Your Own Adventure: The Abominable Snowman (vidéo) : Crista North (voix)
- 2006 : Bratz: Genie Magic (vidéo) : Kaycee (voix)
- 2006 : Bratz: Passion 4 Fashion - Diamondz (vidéo) : Kaycee (voix)
- 2006 : Black Christmas de Glen Morgan : Dana Mathis
- 2007 : Being Michael Madsen (en) : Vanessa Rapaport
- 2007 : Le Bébé de l'infidélité (Be My Baby) de Bryce Olson : Tiffany
- 2008 : Sherman's way (en) : Marcy
- 2008 : Reach for Me : Sarah
- 2009 : Hanté par ses ex (Ghosts of Girlfriends Past) de Mark Waters : Sandra
- 2009 : Elevator Girl de Bradford May : Liberty
- 2010 : In My Sleep : Becky
- 2010 : Thirst, ceci est mon sang (박쥐) de Park Chan-wook : Noelle
- 2011 : A Holiday Heist : Jennifer
- 2012 : Le Chihuahua de Beverly Hills 3 (vidéo) : Charlotte (voix)
- 2013 : Ghost of Goodnight Lane : Dani
- 2013 : Sanitarium de Bryan Ortiz et Bryan Ramirez : Mme Lorne
- 2013 : Anything Is Possible : Maggie
- 2013 : The Ghost of Goodnight Lane d'Alin Bijan : Dani
- 2013 : Telling of the Shoes : Abby
- 2013 : The Lost Tree : Jenna
- 2013 : Slightly Single in L.A. : Dale Squire
- 2014 : Christian Mingle : Gwyneth Hayden
- 2017 :Mariah Carey présente : Mon plus beau cadeau de Noël : Peneloppe
- 2024 : Mon bel homme de neige : Kathy Barrett

## Jeu vidéo
- 2001 : Nicktoons Racing : Eliza Thornberry (voix)
- 2003 : Rugrats Go Wild! : Eliza Thornberry (voix)
- 2005 : Bratz Rock Angelz : Kaycee (voix)
- 2006 : Sonic the Hedgehog : Princess Elise (English version, voix)
- 2011 : Star Wars: The Old Republic : Mako / voix additionnelles
- 2013 : Young Justice: Legacy : Zatanna Zatara / LexCorp Bot / Tourist (voix)
- 2013 : Injustice : Les Dieux sont parmi nous : Zatanna (voix, non créditée)
- 2014 : Star Wars: The Old Republic - Shadow of Revan : Mako / Blink / Sergent de la République (voix)
- 2015 : Infinite Crisis : Zatanna (voix)
- 2015 : Star Wars: The Old Republic - Knights of the Fallen Empire : Mako (voix)
- 2019 : Star Wars: The Old Republic - Onslaught : Voix supplémentaire
- 2022 : Nickelodeon Extreme Tennis : Eliza Thornberry

## Voix francophones
En France, Dorothée Pousséo et  Marie Giraudon sont les voix régulières de Lacey Chabert, l'ayant doublée respectivement à vingt-trois et dix-sept reprises.